# 水城夢子
水城 夢子（みずき ゆめこ、1996年4月22日 - 2023年10月17日）は、日本の女優、アイドル。女性アイドルグループ・妄想キャリブレーション、BYOBの元メンバー。富山県出身。イメージカラーは妄想キャリブレーション時代はグリーン、BYOB時代はホワイト。2014年より2022年までディアステージ所属。

## 略歴

### 妄想キャリブレーション デビュー前
- 富山県出身。幼少期に約1年間オーストラリアのブリスベンで暮らしていたこともあるが、中学卒業までは家族と一緒に富山で暮らし、高校進学と同時に東京へ上京[1]。
- 高校時代はアイドルユニット・キラポジョの研修生(キラポジョ所属時の芸名は高橋夢子)として活動。その後、当時のマネージャー（後の妄想キャリブレーションのマネージャー）に誘われ、追加メンバーオーディションに合格。2014年9月15日に秋葉原ディアステージ に初出勤、同年10月18日に秋葉原ディアステージ発のアイドルユニット・妄想キャリブレーションに雨宮伊織と共に加入[2]。
- インディース時代は悲しみキャリブレーションなどのヒット曲を生み出し、2016年1月1日にZEPP TOKYOでのワンマン『妄想キャリブレーション LIVE TOUR 2015/16 元旦～はじめてNIPPON♡ちゅYOUをちぇっくしました！～』を大成功させ、同公演にてSony Music Recordsからのメジャーデビューが発表された[3]。

### 妄想キャリブレーション デビュー後
- 2016年6月にSony Music Recordsに所属し、メジャーデビュー。アニメタイアップや47都道府県ツアー、ワールドツアーなど活躍の場を広げたが、2018年10月に「メンバーそれぞれが自分の未来やグループの未来を真剣に考えた結果」として活動を終了することを発表[4]。
- 2019年2月23日にZepp DiverCityにてラストライブ『妄想キャリブレーション LAST LIVE ～HOME～』を開催し、ファンや関係者に惜しまれながら妄想キャリブレーションとしての活動に幕を下ろした[5]。

### BYOB時代
- 2020年3月20日にPerfect Musicのアイドルグループ・BYOBの新メンバーとして加入したが、同年の12月6日にグループの活動終了を発表[6]。
- 2020年12月16日に有人としてのラストライブ『Last Supper』を開催、2021年1月20日にライブ配信『LAST ORDER』を開催し、BYOBとしての活動に幕を下ろした。

### BYOB解散後
BYOB解散後は引き続き株式会社ディアステージに所属し、主に舞台女優として活動を行った。
2021年4月、出演予定だった「音楽朗読劇『えんとつ町のプペル』Ver1.1」を体調不良のため降板。同年6月16日、「しばらく療養が必要な病状なため」として、活動を一時的に休止することを発表。
2022年12月にディアステージを退所した。
病気を治して現場復帰に積極的だったものの、2023年10月17日、病気のため死去。27歳没。

## 人物

### アイドル
小さい頃から芸能活動に興味を持っており、「気づいたら芸能界への憧れを持っていた」「観ててこんなに面白いんだったら、テレビの中にいる人たちはもっと面白いんだろうな」と語っており、アイドルという業種については「絶対にアイドルになりたかったわけではないんですけど、とりあえず有名になれば好きなことが出来るだろうという安直な考えでオーディションを受けた」とインタビューで答えている。

### ソロ活動

#### DJ
DJドリチャイという名前でDJイベントを不定期で開催する。名前の由来はオーストラリアでパパのビートルズのレコード聴いて育ったという設定の元、当時のディアステージの社長が発案。主に妄想キャリブレーションの楽曲やK-POPを流す。

#### マラソン
2016年3月13日に埼玉県久喜市で開催された第1回久喜マラソン大会3kmの部に出場。妄想キャリブレーションのメンバー内で最初にゴールをした。久喜マラソンの順位が評価され、2017年9月24日にドイツ・ベルリンで開催されたベルリンマラソンにでんぱ組.incの藤咲彩音と共に出場するも35km地点で途中棄権。

#### 激辛選手権
2018年9月7日に大久保公園で開催された第一回アイドル激辛グルメ女王選手権に出場。辛い物好きを自負しているだけあって他の出場者をものともせずに優勝。

#### 歌唱提供
映像作家・大橋史の作品集｢HARVEST 2016｣のボーカルとして歌唱提供をする。
2021年1月17日に放送されたアニメ「IDOLYPRIDE 」の2話にて歌唱提供。

### 趣味

#### K-POP
幅広く色々なジャンルの音楽を聴くがK-POPが一番のお気に入り。防弾少年団、BLACKPINK、Red Velvet、iKON、MONSTA X、SEVENTEENをはじめ、日本ではあまり馴染みの無いアーティストまで網羅している。

#### 温泉
休日は家族で温泉に行く事が多い。妄想キャリブレーションの47都道府県ツアーの際も全国各地の温泉を満喫。本人は静岡県の赤沢日帰り温泉館が思い出に残っていると語っている。

#### 美食家
美味しい食べ物に貪欲でTwitterやInstagramには頻繁に食べ物を投稿する。妄想キャリブレーション LIVE TOUR 2015 名古屋公演ではライブ中に天むすを食べる食レポをしたり、マンガ「めしにしましょう」とホットペッパーの共同企画メシ通では雨宮伊織と共にチャーハンを作る仕事に抜擢されたりしている。

## 作品

### その他の楽曲
- 舞台イリクラ -2019-  ~Iridescent Clouds~ オリジナルサウンドトラック
- 「夢みる途中」水城夢子&みきちゅ

### 映像作品

#### ライブ収録DVD
| 発売日         | タイトル                                                                                            | 型番      |
| -------------- | --------------------------------------------------------------------------------------------------- | --------- |
| 2015年2月27日  | 2回目だね♡こんな気持ちにさせてくれたのは…                                                           | MOSO-1002 |
| 2015年10月10日 | 妄想キャリブレーション LIVE 2015 春 〜妄想ファンタジア in 赤坂BLITZ〜                               | MOSO-1003 |
| 2016年4月23日  | 妄想キャリブレーション LIVE TOUR 2015/16元日 はじめてNIPPONちゅYOUをちぇっくしました! in Zepp Tokyo | MOSO-1004 |
| 2020年2月7日   | 妄想キャリブレーション ラストライブDVD@ZEPP DIVERCITY                                               | MJDS-1161 |

#### その他DVD
| 発売日        | タイトル                                                | 型番      |
| ------------- | ------------------------------------------------------- | --------- |
| 2015年2月14日 | 妄キャリDVDマガジン vol.2                               |           |
| 2018年8月31日 | 舞台 「信長の野望 大志-春の陣- 天下布武～金泥の首編～」 | NKST-0001 |

配信
| 発売日        | タイトル                        |
| ------------- | ------------------------------- |
| 2021年12月3日 | よもつへぐい - 現代怪奇百物語 - |

## ライブ

### 妄想キャリブレーション時代の主なライブ
- アイドルジェネレーション vol.20 (2014年10月18日、新宿BLAZE)
- ＠JAM the Field vol.6(2014年11月24日、六本木ブルーシアター)
- ワンマン「妄想キャリブレーション2ndワンマンライブ〜2回目だね♡こんな気持ちにさせてくれたのは...〜」(2014年11月27日、東京キネマ倶楽部)
- DOUBLE COLOR session5(2014年12月17日、新宿BLAZE)
- TOKYO IDOL FESTIVAL 2015(2015年8月1日･2日、お台場･青海特設会場)
- ＠JAM the Field vol.6(2014年11月24日、六本木ブルーシアター)
- ＠JAM EXPO 2015(2015年8月29日、横浜アリーナ)
- 妄想キャリブレーション LIVE TOUR 2015〜はじめてNIPPON♡ちゅYOUをちぇくします!〜(2015年10月23日〜11月29日)
- ＠JAM MEETS vol.0 (2015年12月13日、代官山UNIT)
- 妄想キャリブレーション LIVE TOUR 2015/16 元旦〜はじめてNIPPON♡ちゅYOUをちぇっくします!〜 (2016年1月1日、Zepp Tokyo)
- IDOLidge Carnival-アイドリッジカーニバル- (2016年1月24日、新宿ReNY)
- iCON DOLL LOUNGE(2016年1月30日、ラフォーレミュージアム原宿)
- ＠JAM the Field vol.9(2016年2月28日、TSUTAYA O-EAST)
- 本格音楽女子祭-其の十四- (2016年2月29日、TSUTAYA O-EAST)
- IDOLidge Carnival-アイドリッジカーニバル- (2016年4月20日、TSUTAYA O-EAST)
- TOKYO IDOL FESTIVAL 2016(2016年8月5日〜7日、お台場･青海特設会場)
- @JAM×ナタリー EXPO 2016(2016年9月24日･25日、幕張メッセ 国際展示場9〜11ホール)
- LIVE TOUR 2016「ULTRA MOSO ∞ PARTY!!!!!!」(2016年10月14日〜12月4日)
- Halloween Night MOSO 大作戦 in Yokohama (2016年10月29日、横浜市開港記念会館)
- 君に魅せたい!妄キャリが贈る今夜かぎりの、、、ULTRA MOSO ∞ PARTY!!!!!! (2016年12月25日、新木場STUDIO COAST)
- TOKYO IDOL PROJECT × @JAM ニューイヤープレミアムパーティー2017 (2017年1月2日、Zepp Tokyo)
- IDOLidge FESTIVAL"×Glad 7th Anniversary supported by フリージアとショコラ2017 (2017年2月5日、duo MUSIC EXCHANGE)
- @JAM x TALE in HongKong 2017(2017年2月11日･12日 、香港・MUSIC ZONE)
- レコ発ワンマン東名阪ツアー『激ヤバ∞発進!〜ダイナモンドを探せ!〜』(2017年3月4日〜3月12日)
- MARQUEE祭 Vol.02 (2017年3月9日、TSUTAYA O-WEST)
- SHIBUYA MUSIC POWER ＠WWW〜選ばれしネ申ユニットLIVE編vol.16〜 (2017年4月4日、渋谷WWW)
- JOYSOUND presents 妄想キャリブレーション 47都道府県ツアー〜大声出そうぜ。MOSO MAX〜（2017年5月6日〜2018年4月21日）
- 本格音楽女子祭-其の二十一- (2017年5月9日、TSUTAYA O-WEST)
- OTOSATA Rock Festival 2017 (2017年6月17日、茅野市民館)
- MARQUEE祭 Vol.04 (2017年6月20日、TSUTAYA O-WEST)
- アイドル横丁夏祭り!!〜2017〜(2017年7月9日、横浜赤レンガパーク)
- HYPER JAPAN Festival 2017(2017年7月14日〜16日 、ロンドン・London Tobacco Dock)
- BILIBILI MACRO LINK 2017(2017年7月22日 、上海・万博展覧館)
- ACG Hong Kong 2017(2017年8月1日 、香港・Hong Kong Convention & Exhibition Center)
- TOKYO IDOL FESTIVAL 2017(2017年8月4日〜6日、お台場･青海特設会場)
- NO FEAR FESTIVAL 2017(2017年8月26日･27日 、台中・圓滿戶外劇場)
- TOKYO IDOL FESTIVAL 2018(2018年8月5日、お台場･青海特設会場)
- ＠JAM EXPO 2018(2018年8月26日、横浜アリーナ)
- 妄想キャリブレーション LAST TOUR 2018/19 ～HOME～(2018年11月29日〜2019年2月23日)

### BYOBの主なライブ
- 1st DIGITAL LIVE 《BYOB 2.5》(2020年7月31日)
- 『@JAM ONLINE FESTIVAL 2020』(2020年8月29日)
- BYOB 1st ONE-MAN LIVE『FIRST ORDER』(2020年10月7日、club asia)
- 『アイドル甲子園 October FESTIVAL 2020』(2020年10月17日、STUDIO COAST)
- 『BYOB AUTUMN LIVE 2020』 〜NOT OLDER／RE ORDER〜(2020年11月22日、新宿MARZ)
- 『Last Supper』(2020年12月16日、TSUTAYA O-nest)

### ソロ活動の主なライブ
- 水城夢子生誕祭-寝ても覚めても19歳-(2015年4月22日、秋葉原ディアステージ)[23]
- 水城夢子生誕祭-夢から覚めた20歳-(2016年5月6日、秋葉原ディアステージ)[24]
- 水城夢子生誕祭『ボディコントロール』(2017年4月24日、秋葉原ディアステージ)[25]
- 水城夢子生誕外部『YMK歌謡祭2017〜ゆめのうた〜』(2017年5月12日、JOYSOUND品川港南口店)[26]
- 水城夢子FC生誕祭2018〜夢から覚めNIGHT〜in MOGRA(2018年4月27日、MOGRA)[16]
- 夢子を祝わNIGHT(2018年8月17日、秋葉原ディアステージ)[27]
- 超☆閃光大決戦 vol.1(2019年3月31日、渋谷Star lounge)
- 水城夢子&みきちゅツーマンライブ『#YUMECHU』(2019年7月26日、高円寺HIGH)
- DEARSTAGE IDOL FESTIVAL(2019年8月4日、秋葉原ディアステージ)
- 劇ディアLive！vol.1(2019年9月1日、大久保R'sアートコート)
- 『松永ゆずり生誕祭2019』(2019年9月21日、渋谷O-nest)

## 出演

### テレビ

#### バラエティ
- テレビのムコウ「アイドル＆オタクの早朝爆裂マジライブ!」 (2015年9月20日、日本テレビ)
- 記憶力UPゲーム シーホースパワー (2016年7月2日、NHK総合)
- 関内デビル(2018年3月8日 - 22日、TVK)

#### チャリティ
- 24時間テレビ 愛は地球を救う(2016年8月27日、日本テレビ)

#### 音楽番組
- ライブB♪(2016年5月25日、TBS)
- POP PARADE (2016年6月3日、TVK)
- J-MELO in Akihabara (2016年9月10日、NHK BSプレミアム)
- アニ☆ステ(2017年5月4日、TOKYO MX)
- 超!アイドル戦線〜Men's side Girl's side〜 (2018年7月5日、TOKYO MX)
- PLAYLIST (2019年1月29日、TBS)

#### アニメ
- IDOLY PRIDE 第2話(2021年1月17日、TOKYO MX)

#### 地方ローカル
- 土曜はこれダネッ! (2016年6月11日、NBS長野放送)
- 青鬼(2016年10月31日 ｰ 11月4日、MBS毎日放送)
- 遊んで食べて夢いっぱい! 信州夢街道フェスタ2016 (2016年6月11日、NBS長野放送)

#### CS放送
- アイドル対抗フットサルリーグ バロンiドール杯 開幕戦&第2節（2017年3月11日、テレ朝チャンネル）

### ラジオ
- 劇団サンバカーニバル (2015年10月17日、FMｰFUJI)
- SCK"サブカルキングダム" (2016年10月15日、ZIPｰFM)
- ヘッドホンおじさん (2016年11月5日、広島FM)
- 乙女の妄想∞無限大♡ (2016年4月4日ｰ 2017年6月7日、FMｰFUJI)
- 田辺晋太郎のオールナイトニッポンGOLD(ニッポン放送)
- 〜welcome みやこんじょスペシャル〜 (2017年6月30日、ニッポン放送)
- 7☆3 IｰDREAM STATION (2019年2月10日、CBCラジオ)
- ベストテンほっかいどう (2019年2月10日、HBCラジオ)
- MUSIC BREAK (2019年2月15日・19日、eｰradio)
- IMAREAL (2019年2月18日、FM北海道)
- 音ナ図鑑(2020年7月27日 - 8月2日、USEN)

### WEB番組
- 妄キャリのアジアでアイドルやっチャイナ(2017年4月11日 ｰ 2018年3月20日、Kawaiian for ひかりTV)[28]

### ドラマ
- 12星座とラブる! 第5話 水瓶座編（2014年4月29日、TOKYO MX）

### 舞台
- 妄想ストーリー - お化け、ボール、おみくじ箱 役 他
- 甦るディアステージ（2017年10月31日、恵比寿LIQUIDROOM） - 水城夢子 役[29]
- 信長の野望 大志-春の陣- 天下布武～金泥の首編～（2018年5月17日 - 27日、CBGKシブゲキ!!） - 八重の方 役〈SIDE〉
- 降臨Hearts&Soul（2019年4月25日 - 5月6日、シアターKASSAI） - 沖田つかさ 役[30]
- イリクラ -2019- 〜Iridescent Clouds〜（2019年7月18日 - 22日、シアターグリーン BIG TREE THEATER） - ヒロイン・ピンク 役[31]
- PLAY JOURNEY! キューバ篇（2019年9月23日 - 10月29日、WISE OWL HOSTELS TOKYO） - ロサ 役[32]
- LUMINABELLA PROGRAM vol.2（2019年11月20日 - 24日、コフレリオ新宿シアター） - 主演・マリン 役[33]
- 帝都探偵奇譚ジゴマ2 上海租界編（2019年12月11日 - 15日、シアターグリーン BIG TREE THEATER） - 岑夜来役[34]
- シューティング歌劇「ゴシックは魔法乙女」（2020年2月12日 - 17日、新宿村LIVE） - アンゼリカ 役[35]
- 舞台シェイクスピア『夏の夜の夢』（2020年3月25日 -29日、中目黒キンケロ・シアター） - ヒロイン・ハーミア 役
- 朗読劇 ｢彼女の愛した都市伝説｣ （2020年11月13日 - 15日、新宿シアターミラクル） - 沙良 役
- MONO LIVE(短編オムニバス公演)（2021年1月14日 - 17日、劇場MOMO） - 星の光:舞、シロー:愛華 役[36]
- 知恵と希望と極悪キノコ（2021年2月23日 - 28日、紀伊国屋サザンシアター TAKASHIMAYA） - 美鈴 役[37]

### 映画
- 現代怪奇百物語 参之章（2021年1月24日、渋谷ユーロライブにて上映）[38]

### その他
- 出張!六本木アイドルフェスティバル in 激辛グルメ祭り（2019年9月8日、新宿BLAZE）- MC
- 夢子はじめての1日店長（2020年2月2日、スナックしろくま）
- 水城夢子1日店長（2020年10月29日、スナックしろくま）
- DSPM人狼部
  - #4 ～September Battle～（2020年9月12日）
  - #5 ～Real Battle～（2020年11月5日、R'sアートコート）

## 書籍

### 写真集
- 1st PHOTO BOOK「妄毒注意」 ワニブックス:ISBN 978-4-84-704799-2 (2015/12/24)

### 雑誌
- GetNavi :学研プラス 1月号『2015年売れるスポーツアイドル』(2014/11/21)
- Cool-up Girls :音楽専科社 12月号増刊『気になる妹分アイドル』(2014/11/22)
- 週刊SPA!(2015/2/24) :扶桑社
- idp magazine創刊号 :ストリート編集室 『アイドルの私服について』(2015/10/16)
- 月刊Audition :白夜書房 7月号(2016/6/1)
- 週刊ザテレビジョン:KADOKAWA 23号(2016/6/1)
- 月刊ソングス :ドレミ楽譜出版 7月号(2016/6/15）
- UP DATE girls :ぴあ vol4(2016/6/30) :ISBN 978-4835631240
- 日経エンタテインメント  8月号(2016/7/4) :日経BP社
- グラビアザテレビジョン vol46(2016/7/29) :KADOKAWA
- BOUQUET  :シンコーミュージック vol08 （2016/7/29)  :ISBN 978-4-40-176211-8
- 月刊ENTAME 11月号(2016/9/30) :徳間書店
- BUBUKA :白夜書房 11月号(2016/9/30)
- BOUQUET  :シンコーミュージック vol10（2016/12/9)  :ISBN 978-4-40-176219-4
- サッカーゲームキング : 朝日新聞出版 : 11月号(2017/9/24)、10月号(2017/8/24)、9月号(2017/7/24)、7月号(2017/5/24)、5月号(2017/3/24)、4月号(2017/2/24)
- MARQUEE : 星雲社　Vol.121(2017/6/10) ISBN 978-4-43-423387-6、Vol.120(2017/4/10)ISBN  978-4-43-423185-8、Vol.119(2017/2/10) ISBN 978-4-43-423009-7
- 月刊モデルグラフィックス : 大日本絵画　17年4月号(2017/2/25)
- Quick Japan : 太田出版　vol.130(2017/2/24)
- リスアニ！ : エムオン・エンタテインメント　Vol.29(2017/5/9) ISBN 978-4-78-977264-8

### フリーペーパー
- フリーペーパー「月刊ローソンチケット」 (2015/11月号〜2016/6月号)
- フリーマガジン「okmvsic UP's」(2016/9/1 ~ 連載)
- フリーマガジン 「1UP」(2016/12/10)
- VV magazine 41号(2017/11/28 ~ 連載)
- フリーペーパーアニカンVol.180
- 2017 SUMMER 秋葉原電気街まつり パンフレット (2017/6/23~7/31)
- 2017 SPRING 秋葉原電気街まつり パンフレット

### 新聞
- 日刊スポーツ
- 北陸新幹線開業記念特集（2015年3月13日） - 日刊スポーツ北陸新幹線大使
- 月間アイドル新聞2月号（2016年2月26日）
- 富士山女子登山部（2016年8月11日・2018年4月29日）